# Бозафаринера (Верчели)
Бозафаринера је насеље у Италији у округу Верчели, региону Пијемонт.
Према процени из 2011. у насељу је живело 78 становника. Насеље се налази на надморској висини од 179 м.